# Piaseczno (powiat grójecki)
Piaseczno – wieś sołecka w Polsce położona w województwie mazowieckim, w powiecie grójeckim, w gminie Warka.
Wieś położona na północ od Warki, przy drodze wojewódzkiej nr 731.
Pierwsza pisana wzmianka o wsi jest z 1416 r. Jest zanotowana jako wieś książęca, wchodząca w skład wydzierżawianego starostwa wareckiego. W roku 1540 jest we władaniu Jakuba Leśniowolskiego, kasztelana warszawskiego.
W spisie wsi powiatu wareckiego, wchodzącego w skład ziemi czerskiej, z roku 1578 wieś Piaseczno przynależy do parafii w Warce a dzierżawcami są: Gabriel Boniecki i Jan Zaleski.
W 1579 r. wieś wystawiła 1 wybrańca w związku z nowa ustawą o piechocie wybranieckiej. Jeden żołnierz z 20 łanów chłopskich - z dóbr królewskich. W roku 1660 jedną włókę wybraniecką, posiadał Jan Grzęda. Do jego wyprawy wojennej dokładali się mieszkańcy Wichradza.
Wieś królewska położona była w drugiej połowie XVI wieku w powiecie wareckim ziemi czerskiej województwa mazowieckiego.
Dzierżawcą włók wójtowskich po Gabrielu Bonieckim w roku 1623 został Maciej Boniecki, a w roku 1638 został Piotr Szynkowski.
W 1656 roku w kwietniu Stefan Czarniecki uderza na Szwedów wydając im otwartą walkę pod Warką. Szwedzi sformowali kolumnę długości 4 km, wolno posuwając się na północ. Gdy nadeszły wojska polskie czoło kolumny było w Piasecznie a ogon wychodził z Warki. Na północ od Warki była bezleśna równina, doskonały teren dla polskiej husarii. Bitwa rozegrała się na terenie ograniczonym od wschodu i północy lasem, od zachodu strumykiem w niewielkim jarze, od południa wsią Piaseczno. Bitwa trwała 2 godziny.
W czasie lustracji wsi w roku 1660 Piaseczno wchodzące w skład wareckiego starostwa -miało ogółem 29,5 włóki, z których 6 było włókami wójtowskimi z 3 chłopami, którzy odrabiali pańszczyznę po 2 dni w tygodniu a trzeci dzień dobrowolnie. Włóki wójtowskie dzierżawił Służewski, starosta horodelski, rotmistrz JKM. Wójtostwo miało dworek, zniszczony przez Szwedów. Po działaniach wojennych we wsi aż 19,5 włóki było nie obsadzone, a na 3,5 włóce było 7 chłopów płacących czynsz. Odrabiali pańszczyznę po 4 dni w tygodniu z jednej włóki. W folwarku nie było dworu. Powierzchnia folwarku to 3 pola po 3 włóki chełmińskie. Uprawiano żyto, pszenicę, jęczmień, proso, siemię konopne i lniane. Dziesięcina z tej wsi należała do kapituły poznańskiej, a z wójtostwa była przeznaczona dla księdza plebana z Warki.
W roku 1771 wareckie starostwo niegrodowe (w tym wieś Piaseczno) posiadała w dzierżawie Marianna z Zielińskich Pułaska. W roku 1827 podczas spisu w Piasecznie były 33 domy i 256 mieszkańców.
Po powstaniu styczniowym i uwłaszczeniach w roku 1869 we wsi było 48 domów (osad włościańskich) z 437 mieszkańcami zajmującymi 853 morgi oraz było 67 mórg ziemi dworskiej. We wsi funkcjonowała szkoła elementarna a wieś należała do gminy Konary.
Ofensywa zimowa wojsk rosyjskich rozpoczęła się 14 stycznia 1945. Dopiero 16 stycznia gdy Rosyjskie czołgi doszły do Grójca i tego samego dnia do Sochaczewa a Niemcom broniącym się na linii Wisły groziło okrążenie, zaczęli gwałtowny odwrót. 16 stycznia po południu Warka i pozostałe wsie były wolne. W wyniku działań wojennych Piaseczno zniknęło z powierzchni ziemi. 
Zniszczona mazowiecka wieś stała się krótko po drugiej wojnie światowej przedmiotem interesującego eksperymentu. Z inicjatywy Stefana Tworkowskiego już w 1945 roku uruchomiono program doświadczalnej odbudowy. Miała to być „generalna próba przed odbudową i szeroką przebudową kraju” w celu „przestudiowania zasad przyszłego masowego budownictwa pod względem konstrukcji i materiałów budowlanych, oraz rozplanowania zagrody i osiedla”. Do opracowania studialnych projektów zagród i domostw zaproszono czołówkę polskich architektów, między innymi Stanisława Brukalskiego, Jerzego Hryniewieckiego, Macieja Nowickiego, Jerzego Mokrzyńskiego, Stanisława Bieńkuńskiego i Jerzego Staniszkisa. Na podstawie propozycji zespół ekspertów pod przewodnictwem Stefana Tworkowskiego opracował modelowe projekty domów mieszkalnych i zabudowań gospodarczych. Ostateczny plan wsi zakładał skupienie zabudowy wokół centralnie położonego stawu, przy którym zaprojektowano budynek szkoły (koncepcje opracowali Stanisław Płoski i Tadeusz Ptaszycki) i domu społecznego (projekt Stanisława Serafina i Marii Krzysickiej). Szczególnie rozbudowany był program niezrealizowanego domu społecznego, który miał mieścić między innymi: świetlicę, kuchnię z herbaciarnią, czytelnię, umywalnie, przychodnię, dwa pokoje gościnne, remizę strażacką oraz piekarnię. Z pierwszego etapu odbudowy do dziś w stanie niezmienionym zachowało się ledwie kilka budynków, w tym szkoła - obecnie nieczynna.
Wieś ma założony wodociąg z własnego ujęcia z poziomu piętra kredowego. Działa OSP, która swoją siedzibę ma przy wiejskim stawie. Przy drodze nr 731 (Warka - Warszawa) znajduje się zabytkowa kapliczka przydrożna z przełomu XVIII/XIX w. murowana, słupowa.
W latach 1975–1998 miejscowość należała administracyjnie do województwa radomskiego.